# Heliconius penelopides
Heliconius penelopides är en fjärilsart som beskrevs av Heinrich Neustetter 1927. Heliconius penelopides ingår i släktet Heliconius och familjen praktfjärilar. Inga underarter finns listade i Catalogue of Life.